# Rúni Brattaberg

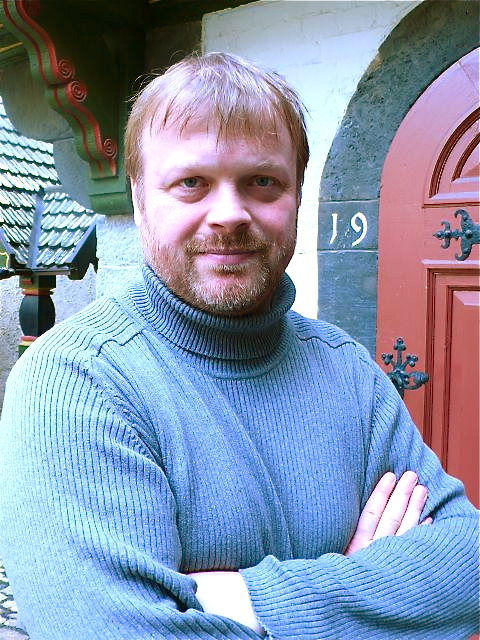
Rúni Brattaberg (2012).

Rúni Brattaberg (* 1. Januar 1966 in Vágur, Färöer) ist ein färöischer Opernsänger (Bass) und Fotograf.

## Leben
Rúni Brattaberg wuchs in Vágur auf der Insel Suðuroy auf.
Nach seinem Abitur 1987 belegte Rúni Brattaberg ab dem Jahr 1988 Kurse an einer Hochschule für Fotografie und Musik im dänischen Odder. 1991/92 besuchte er die Kunstfotografieschule „Fata Morgana“ in Kopenhagen.
Rúni Brattaberg ist seit 2003 mit der deutschen Opernsängerin Susanne Brattaberg verheiratet. Das Paar lebt in Sandur (Färöer).

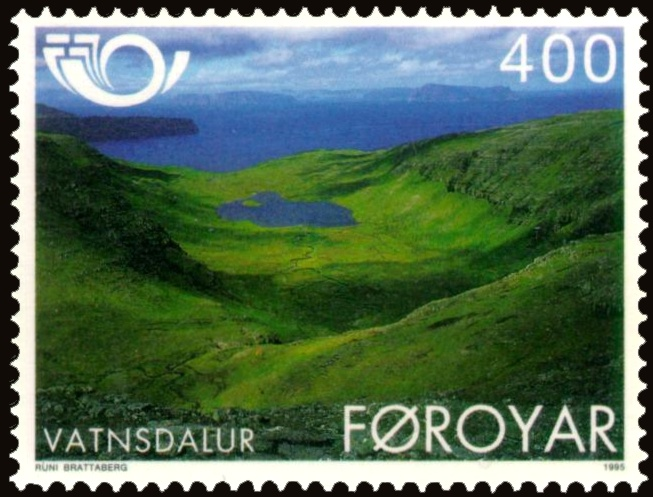
Vatnsdalur ist ein Tal auf Brattabergs Heimatinsel Suðuroy, das er als gelernter Fotograf für eine Briefmarkenausgabe fotografierte.

Nach seinem Abitur ging Rúni Brattaberg 1991 nach Kopenhagen, um dort Fotograf zu lernen. Diese Lehre schloss er 1994 erfolgreich ab, und 1995 erschienen zum Beispiel zwei Briefmarken des Postverk Føroya mit Landschaftsfotos von ihm.

## Karriere als Opernsänger
1993 nahm Rúni Brattaberg, der bereits als dem Alter von 10 Jahren Gitarre in einer Rockband gespielt und in dieser Zeit seine musikalische Ader entdeckt hatte, erstmals klassischen Gesangsunterricht.
Bereits Mitte 1995 war Rúni Brattaberg an den Opernhäusern in Aarhus und Kopenhagen als Opernsänger engagiert.
Um fortan als Solist tätig sein zu können, absolvierte Rúni Brattaberg ab 1997 seine Gesangsausbildung an der Sibelius-Akademie in Helsinki und ab 1999 an der Opernschule in Zürich.
Ab 2001 hatte Rúni Brattaberg sein erstes Engagement als Solist am Opernhaus des Staatstheaters Mainz. Von 2005 bis 2009 sang er an den Opernhäusern u. a. in Bern, Ulm, Usti nad Labem, Bonn, Detmold und Bremen. Von 2009 bis 2011 hatte er ein festes Engagement am Nationaltheater Mannheim. Von 2009 bis 2013 wirkte Rúni Brattaberg als Baron Ochs (Der Rosenkavalier) und als Titurel (Parsifal) an der Metropolitan Opera in New York City mit.
Von 2014 bis 2018 gehörte er dem Ensemble der Oper Leipzig an, wo er u.a Partien wie Gurnemanz (Parsifal), Hagen (Götterdämmerung), Großinquisitor (Don Carlo), Hunding (Die Walküre), Sarastro (Die Zauberflöte) und Osmin (Die Entführung aus dem Serail) verkörperte.
Weitere Gastverpflichtungen führten Rúni Brattaberg u. a. an die Bayerische Staatsoper in München, die Opéra Bastille in Paris, das Théâtre Royal de la Monnaie in Brüssel. Zu seinen jüngsten Verpflichtungen zählen u. a. Hagen in Odense, Fafner in Kassel und Großinquisitor in Saarbrücken.
2002 wurde Rúni Brattaberg einem Millionenpublikum bekannt, als er beim Fußballländerspiel der färöischen Nationalmannschaft in Hannover die deutsche und färöische Nationalhymne vortrug.
2004 schrieb der britische Komponist Gavin Bryars  zwei Opern, die speziell auf Brattaberg zugeschnitten waren und in London uraufgeführt wurden. Für die Oper From Egil’s Saga nahmen der Komponist und der Sänger Aufnahmen von Brattabergs Stimme in Höhlen auf den Färöer-Inseln auf, die bei den Aufführungen mittels Live-Elektronik in den Klang eingemischt wurden.
Sein Heimatland konnte ihn 2005 gleich zweimal erleben: Beim Besuch der dänischen Königlichen Familie in Gjógv, wo er unter freiem Himmel sang, und auf der Listastevna Føroya, dem alljährlichen Kunstfestival im Haus des Nordens, wo er zusammen mit den Färöischen Symphonikern und seiner Frau Susanne auftrat.

## Foto-Veröffentlichungen
- Die Färöer. Eine einzigartige Bühne wunderbarer Naturschauspiele. Tórshavn 1994. (16 Seiten, A-4, 25 Farbfotos u. a. von Rúni Brattaberg)
- Briefmarken FR 268-269 (von Fámjin und Umgebung), Postverk Føroya, 1995

## Diskografie
- The Knight and the Dragon (Label: BIZ)
- BROTIÐ Sibelius – Schubert – Mussorgsky – Dahl – Rassmussen (Label: The Orchard)